# 佛羅里達里奇 (佛羅里達州)
佛羅里達里奇（英語：Florida Ridge）是位於美國佛羅里達州印第安河縣的一個人口普查指定地區。

## 地理
佛羅里達里奇的座標為27°34′28″N 80°23′30″W / 27.57444°N 80.39167°W，而該地最高點為海拔高度6米（即20英尺）。

## 人口
根據2010年美國人口普查的數據，佛羅里達里奇的面積為32.60平方千米，當中陸地面積為28.00平方千米，而水域面積為4.60平方千米。當地共有人口18164人，而人口密度為每平方千米557人。